# サン・ホセ島 (テキサス州)

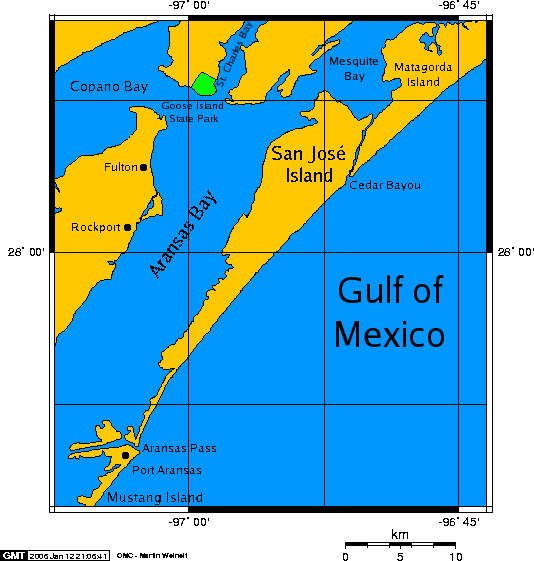
地図

サン・ホセ島 (サン・ホセとう、San Jose IslandまたはSan José Island) はアメリカ合衆国テキサス州のメキシコ湾沿岸にある島。北東から南西に伸び、長さ約34km、幅約8kmである。東と南側はメキシコ湾に面し、西にはアランサス湾、北にはメスキート湾がある。島の南端はアランサス・パスに面し、そこをはさんで対岸にはマスタング島とポート・アランスサの町がある。北東はシダー・バイユーをはさんでマタゴルダ島がある。